# Resolutie 2254 Veiligheidsraad Verenigde Naties
Resolutie 2254 van de Veiligheidsraad van de Verenigde Naties werd unaniem aangenomen door de VN-Veiligheidsraad op 18 december 2015 en steunde de geplande door de VN geleide vredesgesprekken tussen overheid en oppositie in Syrië. De Verenigde Staten, Rusland en een aantal andere landen waren het eens geworden over een overgangsproces voor Syrië, maar bleven het oneens over de rol die president Bashar al-Assad zou gaan spelen.

## Achtergrond
In 2011 braken in navolging van andere Arabische landen ook in Syrië protesten uit tegen het regime. Dat regime van president Bashar al-Assad probeerde de protesten met harde hand neer te slaan, waarbij duizenden doden vielen. De protesten mondden uit in een burgeroorlog tussen de regering, verscheidene oppositiegroepen en extremistische groeperingen. Een van die groeperingen was Islamitische Staat, dat niet enkel in Syrië en Irak gewelddaden beging, maar ook terreuraanslagen pleegde in andere landen. Daarom voerden een aantal landen, waaronder de VS, Rusland en Frankrijk, luchtaanvallen uit op IS-bolwerken in Syrië. Na jaren van oorlog waren begin 2015 al meer dan 220.000 mensen omgekomen. Miljoenen mensen waren naar de buurlanden gevlucht en medio 2015 kwam ook een grote vluchtelingenstroom naar Europa op gang.

## Inhoud
De situatie in Syrië bleef verergeren. Het land lag in puin en de bevolking ging gebukt onder een humanitaire crisis. De enige langetermijnoplossing was een door Syriërs geleid politiek proces volgens het communiqué van Genève van 30 juni 2012. Bij deze conferentie van de Actiegroep Syrië kwamen de Verenigde Staten, Rusland, China en het Verenigd Koninkrijk overeen dat er een overgangsregering moest komen waarin regering en oppositie vertegenwoordigd waren, dat een nationale dialoog moest worden gestart waarin alle groepen in de Syrische samenleving konden deelnemen en dat de grondwettelijke orde en rechtspraak herzien moesten worden. Bij gesprekken binnen de Internationale Ondersteuningsgroep Syrië, waartoe ook de EU, de VN en een aantal Arabische landen behoorden, op 14 november 2015 in Wenen werd besloten dat zo snel mogelijk formele onderhandelingen onder leiding van de VN moesten beginnen tussen de Syrische overheid en oppositie. 1 januari 2016 werd daarbij als streefdatum gesteld. Die onderhandelingen moesten binnen het half jaar een nieuwe regering en een planning voor het opstellen van een nieuwe grondwet opleveren. Ook moesten binnen de achttien maanden verkiezingen worden gehouden, onder leiding en toezicht van de VN. Van groot belang was ook dat bij de start van dit proces een wapenstilstand werd bereikt in heel Syrië, met uitzondering van de strijd tegen IS. De secretaris-generaal werd gevraagd het voortouw te nemen in het bepalen van de modaliteiten en de ondersteuning om dat mogelijk te maken. Zo zou er een waarnemingsmechanisme nodig zijn om erop toe te zien.

## Verwante resoluties
- Resolutie 2268 Veiligheidsraad Verenigde Naties (2016)
- Resolutie 2336 Veiligheidsraad Verenigde Naties (2016)

Lijst ·  2196 ·  2197 ·  2198 ·  2199 ·  2200 ·  2201 ·  2202 ·  2203 ·  2204 ·  2205 ·  2206 ·  2207 ·  2208 ·  2209 ·  2210 ·  2211 ·  2212 ·  2213 ·  2214 ·  2215 ·  2216 ·  2217 ·  2218 ·  2219 ·  2220 ·  2221 ·  2222 ·  2223 ·  2224 ·  2225 ·  2226 ·  2227 ·  2228 ·  2229 ·  2230 ·  2231 ·  2232 ·  2233 ·  2234 ·  2235 ·  2236 ·  2237 ·  2238 ·  2239 ·  2240 ·  2241 ·  2242 ·  2243 ·  2244 ·  2245 ·  2246 ·  2247 ·  2248 ·  2249 ·  2250 ·  2251 ·  2252 ·  2253 ·  2254 ·  2255 ·  2256 ·  2257 ·  2258 ·  2259